# Perfecta
Perfecta è un singolo dei cantanti portoricani Luis Fonsi e Farruko, pubblicato il 18 settembre 2020.

## Tracce
1. Perfecta – 3:15